# Hattrick (computerspel)
Hattrick is een online voetbalmanagerspel dat internationaal wordt gespeeld. Op 30 augustus 1997 werd de eerste versie van Hat-Trick, zoals het toen nog heette, op internet gelanceerd. Het spel is gecreëerd in Zweden en heeft wereldwijd 450.000 actieve deelnemers, verspreid over 134 landen.

## Het spel
Als men zich aanmeldt als deelnemer, krijgt men een virtueel voetbalteam toegewezen waarvan men de manager wordt. Men speelt dan in een aparte competitie tegen 7 andere spelers die ook hun eigen team hebben dat ze moeten managen.
Men moet voor het hele team zorg dragen; dat kan bijvoorbeeld door spelers te kopen en verkopen, te trainen, tactieken te bedenken en opstellingen te maken. Als een seizoen is afgelopen, kan een team promoveren of degraderen. Het hoogste niveau in Nederland is de Eredivisie en in België de Eerste Klasse. Naast de reguliere wekelijkse competitiewedstrijden, vindt er ook een bekertoernooi plaats volgens een knock-outsysteem of kunnen er oefenwedstrijden worden gespeeld.
De beste voetbalspelers van een land worden opgenomen in het "nationale elftal". Elke twee seizoenen is er ook een internationaal toernooi, het ene seizoen voor het zogenaamde U20-elftal, het andere seizoen voor het 'volwassen' team, binnen hattrick ook wel 'NT' genoemd.
Om te kunnen groeien in het spel is het essentieel om te kiezen voor een goede trainingsstrategie. Door jonge spelers te kopen en deze te trainen worden de spelers beter en zijn ze meer geld waard. Spelers kunnen beter worden in 8 vaardigheden zijnde keepen, verdedigen, spelmaken (Vlaams) of positiespel (Nederlands), scoren, vleugelspel, passen, spelhervatten en conditie. Hoe goed men is in een vaardigheid wordt weergegeven door een woord. De gradaties zijn van zeer laag naar zeer hoog: niet-bestaand, rampzalig, waardeloos, slecht, zwak, matig, redelijk, goed, uitstekend, formidabel, uitmuntend, briljant, wonderbaarlijk, wereldklasse, bovennatuurlijk, reusachtig, buitenaards, mythisch, magisch, utopisch, goddelijk.
Naast het trainen van spelers is het mogelijk spelers te kopen en verkopen. De spelers zijn vaak over een bepaalde tijdsperiode een gemiddeld bedrag waard, dat afhankelijk van veranderingen in de economie en het moment van het seizoen kan fluctueren. Voor het gemak zit er een functie in het spel waarmee het bedrag dat gemiddeld voor zo'n speler uitgegeven wordt, vergeleken wordt over een bepaalde tijd. Op die manier kunnen spelers ingekocht en verkocht worden - eventueel na training - om zo winst te maken op die spelers.
Verdiend geld kan op verschillende manieren geïnvesteerd worden. Naast investeringen in het elftal zelf, kan ook geïnvesteerd worden in het stadion, de jeugdopleiding, assistenten en medewerkers. Ook kan er een nieuwe coach worden aangetrokken met beter leiderschap dan de vorige coach.

## Community
Hattrick heeft een sterke "community" die binnen het spel is ontstaan. Dit leidde tot actieve fora, zowel op de hattrick-site als op extern opgezette sites, tot een brede waaier aan hulpsites en hulpprogramma's, zelfs een complete hulpsite opgezet door 1 federatie.
België en Nederland behoren tot de landen met een groot aantal gebruikers. Op dit moment zijn er in België meer dan 7.700 en in Nederland meer dan 9.800 spelers actief.

## Hattrick Supporter
Hattrick is volledig gratis, maar men kan ook Hattrick Supporter kopen voor 1 maand, drie maanden of een jaar. Men kan hierbij kiezen uit vier pakketten: Silver, Gold, Platinum en Diamond. Als men dit heeft, kan men van enkele extra mogelijkheden gebruikmaken. Zo kan men dan onder andere extra statistieken oproepen, oud-spelers toevoegen aan een eregalerij, persberichten schrijven en lid worden van een federatie. Dit supporterschap is een extraatje. Een speler die niets betaalt, wordt niet benadeeld en heeft evenveel mogelijkheden om te winnen.